# Amol
Amol (persiska آمل) i provinsen Mazandaran är en av Irans äldsta städer. Folkmängden uppgår till cirka 240 000 invånare.